# ورخنیایا پیشما
شهر ورخنیایا پیشما (به روسی: Верхняя Пышма) در کشور روسیه و در اوبلاست سوردلوفسک واقع شده‌است.